# Чемпионат России по конькобежному спорту 1894
Чемпионат России по конькобежному спорту в классическом многоборье 1894 года — шестой чемпионат России, который прошёл в феврале 1894 года в Москве на катке Нижне-Пресненского пруда. Чемпионат России в третий раз выиграл Сергей Пуресев (Москва), призёрами стали Василий Шустов) (Москва) и А. Докучаев (Санкт-Петербург).
В 1894 году на чемпионате разыгрывался один комплект наград на дистанции 3000 метров. Победители определялись по итогам предварительных и финального забегов. Финал состоялся с раздельным стартом с интервалом 20 секунд.

## Результаты чемпионата
| место | спортсмен      | город           | 3000 м                   |
| ----- | -------------- | --------------- | ------------------------ |
| 1     | Сергей Пуресев | Москва          | 6.11,0 (1/q), 6.13,7 (1) |
| 2     | Василий Шустов | Москва          | 6.16,5 (2/q), 6.28,7 (2) |
| 3     | А. Докучаев    | Санкт-Петербург | 6.31,5 (3/q), 6.31,5 (3) |